# Critérium del Dauphiné 2019
La 71.ª edición del Critérium del Dauphiné fue una carrera de ciclismo en ruta por etapas que se celebró entre el 9 y el 16 de junio de 2019 con inicio en la ciudad de Aurillac (Francia) y final en la ciudad de Champéry (Suiza). El recorrido constó de un total de 8 etapas sobre una distancia total de 1202,1 km.
La carrera fue parte del circuito UCI WorldTour 2019 dentro de la categoría 2.UWT. El vencedor final fue el danés Jakob Fuglsang del Astana seguido del estadounidense Tejay van Garderen del EF Education First y el alemán Emanuel Buchmann del Bora-Hansgrohe.

## Equipos participantes
Tomaron la partida un total de 22 equipos, de los cuales 18 son de categoría UCI WorldTeam y 4 Profesional Continental quienes conformaron un pelotón de 154 ciclistas de los cuales terminaron 106. Los equipos participantes son:
| WorldTeams (18)- AG2R La Mondiale - Astana - Bahrain-Merida - Bora-hansgrohe - CCC Team - Deceuninck-Quick Step - EF Education First - Groupama-FDJ - Katusha-Alpecin - Lotto Soudal - Mitchelton-Scott - Movistar Team - Team Sunweb - Dimension Data - Ineos - Team Jumbo-Visma - Trek-Segafredo - UAE Team Emirates Equipos continentales profesionales (4)- Cofidis, Solutions Crédits - Arkéa-Samsic - Vital Concept-B&B Hotels - Wanty-Groupe Gobert |
| |

## Recorrido
El Critérium del Dauphiné dispuso de ocho etapas para un recorrido total de 1202,1 kilómetros, dividido en una etapa llana, cuatro etapas de media montaña, una contrarreloj individual y dos etapas de montaña con final en alto en el Les Sept Laux.
| Etapa     | Fecha     | Recorrido                                | type                    | Distancia (km) | Ganador              | Líder                |
| --------- | --------- | ---------------------------------------- | ----------------------- | -------------- | -------------------- | -------------------- |
| 1.ª etapa | 9 de jun  | Aurillac – Jussac                        | etapa escarpada         | 142            | Edvald Boasson Hagen | Edvald Boasson Hagen |
| 2.ª etapa | 10 de jun | Mauriac – Craponne-sur-Arzon             | etapa escarpada         | 180            | Dylan Teuns          | Dylan Teuns          |
| 3.ª etapa | 11 de jun | Le Puy-en-Velay – Riom                   | etapa escarpada         | 172            | Sam Bennett          | Dylan Teuns          |
| 4.ª etapa | 12 de jun | Roanne – Roanne                          | contrarreloj individual | 26,1           | Wout van Aert        | Adam Yates           |
| 5.ª etapa | 13 de jun | Boën – Voiron                            | etapa llana             | 201            | Wout van Aert        | Adam Yates           |
| 6.ª etapa | 14 de jun | Saint-Vulbas – Saint-Michel-de-Maurienne | etapa de media montaña  | 229            | Julian Alaphilippe   | Adam Yates           |
| 7.ª etapa | 15 de jun | Saint-Genix-les-Villages – Les Sept Laux | etapa de montaña        | 133,5          | Wout Poels           | Jakob Fuglsang       |
| 8.ª etapa | 16 de jun | Cluses – Champéry                        | etapa de media montaña  | 113,5          | Dylan van Baarle     | Jakob Fuglsang       |

## Desarrollo de la carrera

### 1.ª etapa
| Aurillac - Jussac | etapa escarpada | (142 km) |

| \| Clasificación de la etapa \| Clasificación de la etapa \| Clasificación de la etapa \| Clasificación de la etapa \| Clasificación de la etapa \| \| Ciclista \| Ciclista \| Equipo \| Tiempo \| \| \| ------------------------- \| ------------------------- \| ------------------------- \| ------------------------- \| ------------------------- \| \| 1.º \| Edvald Boasson Hagen \| Dimension Data \| 3 h 24 min 33 s \| \| \| 2.º \| Philippe Gilbert \| Deceuninck-Quick Step \| + 0 s \| \| \| 3.º \| Wout van Aert \| Team Jumbo-Visma \| + 0 s \| \| \| 4.º \| Nils Politt \| Katusha-Alpecin \| + 0 s \| \| \| 5.º \| Gregor Mühlberger \| Bora-Hansgrohe \| + 0 s \| \| \| 6.º \| Sonny Colbrelli \| Bahrain-Merida \| + 0 s \| \| \| 7.º \| Jonas Koch \| CCC Team \| + 0 s \| \| \| 8.º \| Alexéi Lutsenko \| Astana \| + 0 s \| \| \| 9.º \| Benoît Cosnefroy \| AG2R La Mondiale \| + 0 s \| \| \| 10.º \| Michał Kwiatkowski \| Team Ineos \| + 0 s \| \| |                      |                       |                 |
| |                      |                       |                 |
| Fuente: ProCyclingStats |                      |                       |                 |
| Clasificación de la etapa |                      |                       |                 |
| Ciclista | Ciclista             | Equipo                | Tiempo          |
| 1.º | Edvald Boasson Hagen | Dimension Data        | 3 h 24 min 33 s |
| 2.º | Philippe Gilbert     | Deceuninck-Quick Step | + 0 s           |
| 3.º | Wout van Aert        | Team Jumbo-Visma      | + 0 s           |
| 4.º | Nils Politt          | Katusha-Alpecin       | + 0 s           |
| 5.º | Gregor Mühlberger    | Bora-Hansgrohe        | + 0 s           |
| 6.º | Sonny Colbrelli      | Bahrain-Merida        | + 0 s           |
| 7.º | Jonas Koch           | CCC Team              | + 0 s           |
| 8.º | Alexéi Lutsenko      | Astana                | + 0 s           |
| 9.º | Benoît Cosnefroy     | AG2R La Mondiale      | + 0 s           |
| 10.º | Michał Kwiatkowski   | Team Ineos            | + 0 s           |

| \| Clasificación general \| Clasificación general \| Clasificación general \| Clasificación general \| Clasificación general \| \| Ciclista \| Ciclista \| Equipo \| Tiempo \| \| \| --------------------- \| --------------------- \| --------------------- \| --------------------- \| --------------------- \| \| 1.º \| Edvald Boasson Hagen \| Dimension Data \| 3 h 24 min 33 s \| \| \| 2.º \| Philippe Gilbert \| Deceuninck-Quick Step \| + 4 s \| \| \| 3.º \| Wout van Aert \| Team Jumbo-Visma \| + 6 s \| \| \| 4.º \| Nils Politt \| Katusha-Alpecin \| + 10 s \| \| \| 5.º \| Gregor Mühlberger \| Bora-Hansgrohe \| + 10 s \| \| \| 6.º \| Sonny Colbrelli \| Bahrain-Merida \| + 10 s \| \| \| 7.º \| Jonas Koch \| CCC Team \| + 10 s \| \| \| 8.º \| Alexéi Lutsenko \| Astana \| + 10 s \| \| \| 9.º \| Benoît Cosnefroy \| AG2R La Mondiale \| + 10 s \| \| \| 10.º \| Michał Kwiatkowski \| Team Ineos \| + 10 s \| \| |                      |                       |                 |
| |                      |                       |                 |
| Fuente: ProCyclingStats |                      |                       |                 |
| Clasificación general |                      |                       |                 |
| Ciclista | Ciclista             | Equipo                | Tiempo          |
| 1.º | Edvald Boasson Hagen | Dimension Data        | 3 h 24 min 33 s |
| 2.º | Philippe Gilbert     | Deceuninck-Quick Step | + 4 s           |
| 3.º | Wout van Aert        | Team Jumbo-Visma      | + 6 s           |
| 4.º | Nils Politt          | Katusha-Alpecin       | + 10 s          |
| 5.º | Gregor Mühlberger    | Bora-Hansgrohe        | + 10 s          |
| 6.º | Sonny Colbrelli      | Bahrain-Merida        | + 10 s          |
| 7.º | Jonas Koch           | CCC Team              | + 10 s          |
| 8.º | Alexéi Lutsenko      | Astana                | + 10 s          |
| 9.º | Benoît Cosnefroy     | AG2R La Mondiale      | + 10 s          |
| 10.º | Michał Kwiatkowski   | Team Ineos            | + 10 s          |

### 2.ª etapa
| Mauriac - Craponne-sur-Arzon | etapa escarpada | (180 km) |

| \| Clasificación de la etapa \| Clasificación de la etapa \| Clasificación de la etapa \| Clasificación de la etapa \| Clasificación de la etapa \| \| Ciclista \| Ciclista \| Equipo \| Tiempo \| \| \| ------------------------- \| ------------------------- \| ------------------------- \| ------------------------- \| ------------------------- \| \| 1.º \| Dylan Teuns \| Bahrain-Merida \| 4 h 12 min 41 s \| \| \| 2.º \| Guillaume Martin \| Wanty-Gobert \| + 0 s \| \| \| 3.º \| Jakob Fuglsang \| Astana \| + 13 s \| \| \| 4.º \| Thibaut Pinot \| Groupama-FDJ \| + 13 s \| \| \| 5.º \| Michael Woods \| EF Education First \| + 13 s \| \| \| 6.º \| Alexéi Lutsenko \| Astana \| + 13 s \| \| \| 7.º \| Petr Vakoč \| Deceuninck-Quick Step \| + 13 s \| \| \| 8.º \| Nairo Quintana \| Movistar Team \| + 13 s \| \| \| 9.º \| Wout Poels \| Team Ineos \| + 13 s \| \| \| 10.º \| Adam Yates \| Mitchelton-Scott \| + 13 s \| \| |                  |                       |                 |
| |                  |                       |                 |
| Fuente: ProCyclingStats |                  |                       |                 |
| Clasificación de la etapa |                  |                       |                 |
| Ciclista | Ciclista         | Equipo                | Tiempo          |
| 1.º | Dylan Teuns      | Bahrain-Merida        | 4 h 12 min 41 s |
| 2.º | Guillaume Martin | Wanty-Gobert          | + 0 s           |
| 3.º | Jakob Fuglsang   | Astana                | + 13 s          |
| 4.º | Thibaut Pinot    | Groupama-FDJ          | + 13 s          |
| 5.º | Michael Woods    | EF Education First    | + 13 s          |
| 6.º | Alexéi Lutsenko  | Astana                | + 13 s          |
| 7.º | Petr Vakoč       | Deceuninck-Quick Step | + 13 s          |
| 8.º | Nairo Quintana   | Movistar Team         | + 13 s          |
| 9.º | Wout Poels       | Team Ineos            | + 13 s          |
| 10.º | Adam Yates       | Mitchelton-Scott      | + 13 s          |

| \| Clasificación general \| Clasificación general \| Clasificación general \| Clasificación general \| Clasificación general \| \| Ciclista \| Ciclista \| Equipo \| Tiempo \| \| \| --------------------- \| --------------------- \| --------------------- \| --------------------- \| --------------------- \| \| 1.º \| Dylan Teuns \| Bahrain-Merida \| 7 h 37 min 03 s \| \| \| 2.º \| Guillaume Martin \| Wanty-Gobert \| + 3 s \| \| \| 3.º \| Jakob Fuglsang \| Astana \| + 20 s \| \| \| 4.º \| Alexéi Lutsenko \| Astana \| + 21 s \| \| \| 5.º \| Nairo Quintana \| Movistar Team \| + 24 s \| \| \| 6.º \| Michael Woods \| EF Education First \| + 24 s \| \| \| 7.º \| Wout Poels \| Team Ineos \| + 24 s \| \| \| 8.º \| Chris Froome \| Team Ineos \| + 24 s \| \| \| 9.º \| Thibaut Pinot \| Groupama-FDJ \| + 24 s \| \| \| 10.º \| Adam Yates \| Mitchelton-Scott \| + 24 s \| \| |                  |                    |                 |
| |                  |                    |                 |
| Fuente: ProCyclingStats |                  |                    |                 |
| Clasificación general |                  |                    |                 |
| Ciclista | Ciclista         | Equipo             | Tiempo          |
| 1.º | Dylan Teuns      | Bahrain-Merida     | 7 h 37 min 03 s |
| 2.º | Guillaume Martin | Wanty-Gobert       | + 3 s           |
| 3.º | Jakob Fuglsang   | Astana             | + 20 s          |
| 4.º | Alexéi Lutsenko  | Astana             | + 21 s          |
| 5.º | Nairo Quintana   | Movistar Team      | + 24 s          |
| 6.º | Michael Woods    | EF Education First | + 24 s          |
| 7.º | Wout Poels       | Team Ineos         | + 24 s          |
| 8.º | Chris Froome     | Team Ineos         | + 24 s          |
| 9.º | Thibaut Pinot    | Groupama-FDJ       | + 24 s          |
| 10.º | Adam Yates       | Mitchelton-Scott   | + 24 s          |

### 3.ª etapa
| Le Puy-en-Velay - Riom | etapa escarpada | (172 km) |

| \| Clasificación de la etapa \| Clasificación de la etapa \| Clasificación de la etapa \| Clasificación de la etapa \| Clasificación de la etapa \| \| Ciclista \| Ciclista \| Equipo \| Tiempo \| \| \| ------------------------- \| ------------------------- \| ------------------------- \| ------------------------- \| ------------------------- \| \| 1.º \| Sam Bennett \| Bora-Hansgrohe \| 4 h 15 min 25 s \| \| \| 2.º \| Wout van Aert \| Team Jumbo-Visma \| + 0 s \| \| \| 3.º \| Davide Ballerini \| Astana \| + 0 s \| \| \| 4.º \| Clément Venturini \| AG2R La Mondiale \| + 0 s \| \| \| 5.º \| Edward Theuns \| Trek-Segafredo \| + 0 s \| \| \| 6.º \| Edvald Boasson Hagen \| Dimension Data \| + 0 s \| \| \| 7.º \| Álvaro Hodeg \| Deceuninck-Quick Step \| + 0 s \| \| \| 8.º \| Jens Debusschere \| Katusha-Alpecin \| + 0 s \| \| \| 9.º \| Luka Mezgec \| Mitchelton-Scott \| + 0 s \| \| \| 10.º \| Bjorg Lambrecht \| Lotto-Soudal \| + 0 s \| \| |                      |                       |                 |
| |                      |                       |                 |
| Fuente: ProCyclingStats |                      |                       |                 |
| Clasificación de la etapa |                      |                       |                 |
| Ciclista | Ciclista             | Equipo                | Tiempo          |
| 1.º | Sam Bennett          | Bora-Hansgrohe        | 4 h 15 min 25 s |
| 2.º | Wout van Aert        | Team Jumbo-Visma      | + 0 s           |
| 3.º | Davide Ballerini     | Astana                | + 0 s           |
| 4.º | Clément Venturini    | AG2R La Mondiale      | + 0 s           |
| 5.º | Edward Theuns        | Trek-Segafredo        | + 0 s           |
| 6.º | Edvald Boasson Hagen | Dimension Data        | + 0 s           |
| 7.º | Álvaro Hodeg         | Deceuninck-Quick Step | + 0 s           |
| 8.º | Jens Debusschere     | Katusha-Alpecin       | + 0 s           |
| 9.º | Luka Mezgec          | Mitchelton-Scott      | + 0 s           |
| 10.º | Bjorg Lambrecht      | Lotto-Soudal          | + 0 s           |

| \| Clasificación general \| Clasificación general \| Clasificación general \| Clasificación general \| Clasificación general \| \| Ciclista \| Ciclista \| Equipo \| Tiempo \| \| \| --------------------- \| --------------------- \| --------------------- \| --------------------- \| --------------------- \| \| 1.º \| Dylan Teuns \| Bahrain-Merida \| 11 h 52 min 28 s \| \| \| 2.º \| Guillaume Martin \| Wanty-Gobert \| + 3 s \| \| \| 3.º \| Alexéi Lutsenko \| Astana \| + 20 s \| \| \| 4.º \| Jakob Fuglsang \| Astana \| + 20 s \| \| \| 5.º \| Nairo Quintana \| Movistar Team \| + 24 s \| \| \| 6.º \| Thibaut Pinot \| Groupama-FDJ \| + 24 s \| \| \| 7.º \| Michael Woods \| EF Education First \| + 24 s \| \| \| 8.º \| Chris Froome \| Team Ineos \| + 24 s \| \| \| 9.º \| Wout Poels \| Team Ineos \| + 24 s \| \| \| 10.º \| Adam Yates \| Mitchelton-Scott \| + 24 s \| \| |                  |                    |                  |
| |                  |                    |                  |
| Fuente: ProCyclingStats |                  |                    |                  |
| Clasificación general |                  |                    |                  |
| Ciclista | Ciclista         | Equipo             | Tiempo           |
| 1.º | Dylan Teuns      | Bahrain-Merida     | 11 h 52 min 28 s |
| 2.º | Guillaume Martin | Wanty-Gobert       | + 3 s            |
| 3.º | Alexéi Lutsenko  | Astana             | + 20 s           |
| 4.º | Jakob Fuglsang   | Astana             | + 20 s           |
| 5.º | Nairo Quintana   | Movistar Team      | + 24 s           |
| 6.º | Thibaut Pinot    | Groupama-FDJ       | + 24 s           |
| 7.º | Michael Woods    | EF Education First | + 24 s           |
| 8.º | Chris Froome     | Team Ineos         | + 24 s           |
| 9.º | Wout Poels       | Team Ineos         | + 24 s           |
| 10.º | Adam Yates       | Mitchelton-Scott   | + 24 s           |

### 4.ª etapa
| Roanne - Roanne | contrarreloj individual | (26,1 km) |

| \| Clasificación de la etapa \| Clasificación de la etapa \| Clasificación de la etapa \| Clasificación de la etapa \| Clasificación de la etapa \| \| Ciclista \| Ciclista \| Equipo \| Tiempo \| \| \| ------------------------- \| ------------------------- \| ------------------------- \| ------------------------- \| ------------------------- \| \| 1.º \| Wout van Aert \| Team Jumbo-Visma \| 33 min 38 s \| \| \| 2.º \| Tejay van Garderen \| EF Education First \| + 31 s \| \| \| 3.º \| Tom Dumoulin \| Team Sunweb \| + 47 s \| \| \| 4.º \| Steven Kruijswijk \| Team Jumbo-Visma \| + 49 s \| \| \| 5.º \| Emanuel Buchmann \| Bora-Hansgrohe \| + 51 s \| \| \| 6.º \| Adam Yates \| Mitchelton-Scott \| + 56 s \| \| \| 7.º \| Julian Alaphilippe \| Deceuninck-Quick Step \| + 59 s \| \| \| 8.º \| Nils Politt \| Katusha-Alpecin \| + 1 min 05 s \| \| \| 9.º \| Jakob Fuglsang \| Astana \| + 1 min 07 s \| \| \| 10.º \| Rémi Cavagna \| Deceuninck-Quick Step \| + 1 min 10 s \| \| |                    |                       |              |
| |                    |                       |              |
| Fuente: ProCyclingStats |                    |                       |              |
| Clasificación de la etapa |                    |                       |              |
| Ciclista | Ciclista           | Equipo                | Tiempo       |
| 1.º | Wout van Aert      | Team Jumbo-Visma      | 33 min 38 s  |
| 2.º | Tejay van Garderen | EF Education First    | + 31 s       |
| 3.º | Tom Dumoulin       | Team Sunweb           | + 47 s       |
| 4.º | Steven Kruijswijk  | Team Jumbo-Visma      | + 49 s       |
| 5.º | Emanuel Buchmann   | Bora-Hansgrohe        | + 51 s       |
| 6.º | Adam Yates         | Mitchelton-Scott      | + 56 s       |
| 7.º | Julian Alaphilippe | Deceuninck-Quick Step | + 59 s       |
| 8.º | Nils Politt        | Katusha-Alpecin       | + 1 min 05 s |
| 9.º | Jakob Fuglsang     | Astana                | + 1 min 07 s |
| 10.º | Rémi Cavagna       | Deceuninck-Quick Step | + 1 min 10 s |

| \| Clasificación general \| Clasificación general \| Clasificación general \| Clasificación general \| Clasificación general \| \| Ciclista \| Ciclista \| Equipo \| Tiempo \| \| \| --------------------- \| --------------------- \| --------------------- \| --------------------- \| --------------------- \| \| 1.º \| Adam Yates \| Mitchelton-Scott \| 12 h 27 min 26 s \| \| \| 2.º \| Dylan Teuns \| Bahrain-Merida \| + 4 s \| \| \| 3.º \| Tejay van Garderen \| EF Education First \| + 6 s \| \| \| 4.º \| Jakob Fuglsang \| Astana \| + 7 s \| \| \| 5.º \| Steven Kruijswijk \| Team Jumbo-Visma \| + 24 s \| \| \| 6.º \| Thibaut Pinot \| Groupama-FDJ \| + 25 s \| \| \| 7.º \| Emanuel Buchmann \| Bora-Hansgrohe \| + 26 s \| \| \| 8.º \| Alexéi Lutsenko \| Astana \| + 30 s \| \| \| 9.º \| Wout van Aert \| Team Jumbo-Visma \| + 30 s \| \| \| 10.º \| Nairo Quintana \| Movistar Team \| + 40 s \| \| |                    |                    |                  |
| |                    |                    |                  |
| Fuente: ProCyclingStats |                    |                    |                  |
| Clasificación general |                    |                    |                  |
| Ciclista | Ciclista           | Equipo             | Tiempo           |
| 1.º | Adam Yates         | Mitchelton-Scott   | 12 h 27 min 26 s |
| 2.º | Dylan Teuns        | Bahrain-Merida     | + 4 s            |
| 3.º | Tejay van Garderen | EF Education First | + 6 s            |
| 4.º | Jakob Fuglsang     | Astana             | + 7 s            |
| 5.º | Steven Kruijswijk  | Team Jumbo-Visma   | + 24 s           |
| 6.º | Thibaut Pinot      | Groupama-FDJ       | + 25 s           |
| 7.º | Emanuel Buchmann   | Bora-Hansgrohe     | + 26 s           |
| 8.º | Alexéi Lutsenko    | Astana             | + 30 s           |
| 9.º | Wout van Aert      | Team Jumbo-Visma   | + 30 s           |
| 10.º | Nairo Quintana     | Movistar Team      | + 40 s           |

### 5.ª etapa
| Boën - Voiron | etapa llana | (201 km) |

| \| Clasificación de la etapa \| Clasificación de la etapa \| Clasificación de la etapa \| Clasificación de la etapa \| Clasificación de la etapa \| \| Ciclista \| Ciclista \| Equipo \| Tiempo \| \| \| ------------------------- \| ------------------------- \| ------------------------- \| ------------------------- \| ------------------------- \| \| 1.º \| Wout van Aert \| Team Jumbo-Visma \| 5 h 00 min 34 s \| \| \| 2.º \| Sam Bennett \| Bora-Hansgrohe \| + 0 s \| \| \| 3.º \| Julian Alaphilippe \| Deceuninck-Quick Step \| + 0 s \| \| \| 4.º \| Lorrenzo Manzin \| Vital Concept-B&B Hotels \| + 0 s \| \| \| 5.º \| Clément Venturini \| AG2R La Mondiale \| + 0 s \| \| \| 6.º \| Edvald Boasson Hagen \| Dimension Data \| + 0 s \| \| \| 7.º \| Zdeněk Štybar \| Deceuninck-Quick Step \| + 0 s \| \| \| 8.º \| Sonny Colbrelli \| Bahrain-Merida \| + 0 s \| \| \| 9.º \| Philippe Gilbert \| Deceuninck-Quick Step \| + 0 s \| \| \| 10.º \| Mads Würtz \| Katusha-Alpecin \| + 0 s \| \| |                      |                          |                 |
| |                      |                          |                 |
| Fuente: ProCyclingStats |                      |                          |                 |
| Clasificación de la etapa |                      |                          |                 |
| Ciclista | Ciclista             | Equipo                   | Tiempo          |
| 1.º | Wout van Aert        | Team Jumbo-Visma         | 5 h 00 min 34 s |
| 2.º | Sam Bennett          | Bora-Hansgrohe           | + 0 s           |
| 3.º | Julian Alaphilippe   | Deceuninck-Quick Step    | + 0 s           |
| 4.º | Lorrenzo Manzin      | Vital Concept-B&B Hotels | + 0 s           |
| 5.º | Clément Venturini    | AG2R La Mondiale         | + 0 s           |
| 6.º | Edvald Boasson Hagen | Dimension Data           | + 0 s           |
| 7.º | Zdeněk Štybar        | Deceuninck-Quick Step    | + 0 s           |
| 8.º | Sonny Colbrelli      | Bahrain-Merida           | + 0 s           |
| 9.º | Philippe Gilbert     | Deceuninck-Quick Step    | + 0 s           |
| 10.º | Mads Würtz           | Katusha-Alpecin          | + 0 s           |

| \| Clasificación general \| Clasificación general \| Clasificación general \| Clasificación general \| Clasificación general \| \| Ciclista \| Ciclista \| Equipo \| Tiempo \| \| \| --------------------- \| --------------------- \| --------------------- \| --------------------- \| --------------------- \| \| 1.º \| Adam Yates \| Mitchelton-Scott \| 17 h 28 min 00 s \| \| \| 2.º \| Dylan Teuns \| Bahrain-Merida \| + 4 s \| \| \| 3.º \| Tejay van Garderen \| EF Education First \| + 6 s \| \| \| 4.º \| Jakob Fuglsang \| Astana \| + 7 s \| \| \| 5.º \| Wout van Aert \| Team Jumbo-Visma \| + 20 s \| \| \| 6.º \| Steven Kruijswijk \| Team Jumbo-Visma \| + 24 s \| \| \| 7.º \| Thibaut Pinot \| Groupama-FDJ \| + 25 s \| \| \| 8.º \| Emanuel Buchmann \| Bora-Hansgrohe \| + 26 s \| \| \| 9.º \| Alexéi Lutsenko \| Astana \| + 30 s \| \| \| 10.º \| Nairo Quintana \| Movistar Team \| + 40 s \| \| |                    |                    |                  |
| |                    |                    |                  |
| Fuente: ProCyclingStats |                    |                    |                  |
| Clasificación general |                    |                    |                  |
| Ciclista | Ciclista           | Equipo             | Tiempo           |
| 1.º | Adam Yates         | Mitchelton-Scott   | 17 h 28 min 00 s |
| 2.º | Dylan Teuns        | Bahrain-Merida     | + 4 s            |
| 3.º | Tejay van Garderen | EF Education First | + 6 s            |
| 4.º | Jakob Fuglsang     | Astana             | + 7 s            |
| 5.º | Wout van Aert      | Team Jumbo-Visma   | + 20 s           |
| 6.º | Steven Kruijswijk  | Team Jumbo-Visma   | + 24 s           |
| 7.º | Thibaut Pinot      | Groupama-FDJ       | + 25 s           |
| 8.º | Emanuel Buchmann   | Bora-Hansgrohe     | + 26 s           |
| 9.º | Alexéi Lutsenko    | Astana             | + 30 s           |
| 10.º | Nairo Quintana     | Movistar Team      | + 40 s           |

### 6.ª etapa
| Saint-Vulbas - Saint-Michel-de-Maurienne | etapa de media montaña | (229 km) |

| \| Clasificación de la etapa \| Clasificación de la etapa \| Clasificación de la etapa \| Clasificación de la etapa \| Clasificación de la etapa \| \| Ciclista \| Ciclista \| Equipo \| Tiempo \| \| \| ------------------------- \| ------------------------- \| ------------------------- \| ------------------------- \| ------------------------- \| \| 1.º \| Julian Alaphilippe \| Deceuninck-Quick Step \| 6 h 00 min 54 s \| \| \| 2.º \| Gregor Mühlberger \| Bora-Hansgrohe \| + 0 s \| \| \| 3.º \| Alessandro De Marchi \| CCC Team \| + 22 s \| \| \| 4.º \| Wout Poels \| Team Ineos \| + 6 min 10 s \| \| \| 5.º \| Gorka Izagirre \| Astana \| + 6 min 10 s \| \| \| 6.º \| Jakob Fuglsang \| Astana \| + 6 min 10 s \| \| \| 7.º \| Jack Haig \| Mitchelton-Scott \| + 6 min 10 s \| \| \| 8.º \| Adam Yates \| Mitchelton-Scott \| + 6 min 10 s \| \| \| 9.º \| Nairo Quintana \| Movistar Team \| + 6 min 10 s \| \| \| 10.º \| Alexéi Lutsenko \| Astana \| + 6 min 10 s \| \| |                      |                       |                 |
| |                      |                       |                 |
| Fuente: ProCyclingStats |                      |                       |                 |
| Clasificación de la etapa |                      |                       |                 |
| Ciclista | Ciclista             | Equipo                | Tiempo          |
| 1.º | Julian Alaphilippe   | Deceuninck-Quick Step | 6 h 00 min 54 s |
| 2.º | Gregor Mühlberger    | Bora-Hansgrohe        | + 0 s           |
| 3.º | Alessandro De Marchi | CCC Team              | + 22 s          |
| 4.º | Wout Poels           | Team Ineos            | + 6 min 10 s    |
| 5.º | Gorka Izagirre       | Astana                | + 6 min 10 s    |
| 6.º | Jakob Fuglsang       | Astana                | + 6 min 10 s    |
| 7.º | Jack Haig            | Mitchelton-Scott      | + 6 min 10 s    |
| 8.º | Adam Yates           | Mitchelton-Scott      | + 6 min 10 s    |
| 9.º | Nairo Quintana       | Movistar Team         | + 6 min 10 s    |
| 10.º | Alexéi Lutsenko      | Astana                | + 6 min 10 s    |

| \| Clasificación general \| Clasificación general \| Clasificación general \| Clasificación general \| Clasificación general \| \| Ciclista \| Ciclista \| Equipo \| Tiempo \| \| \| --------------------- \| --------------------- \| --------------------- \| --------------------- \| --------------------- \| \| 1.º \| Adam Yates \| Mitchelton-Scott \| 23 h 35 min 04 s \| \| \| 2.º \| Dylan Teuns \| Bahrain-Merida \| + 4 s \| \| \| 3.º \| Tejay van Garderen \| EF Education First \| + 6 s \| \| \| 4.º \| Jakob Fuglsang \| Astana \| + 7 s \| \| \| 5.º \| Steven Kruijswijk \| Team Jumbo-Visma \| + 24 s \| \| \| 6.º \| Thibaut Pinot \| Groupama-FDJ \| + 25 s \| \| \| 7.º \| Emanuel Buchmann \| Bora-Hansgrohe \| + 26 s \| \| \| 8.º \| Alexéi Lutsenko \| Astana \| + 30 s \| \| \| 9.º \| Nairo Quintana \| Movistar Team \| + 40 s \| \| \| 10.º \| Wout Poels \| Team Ineos \| + 40 s \| \| |                    |                    |                  |
| |                    |                    |                  |
| Fuente: ProCyclingStats |                    |                    |                  |
| Clasificación general |                    |                    |                  |
| Ciclista | Ciclista           | Equipo             | Tiempo           |
| 1.º | Adam Yates         | Mitchelton-Scott   | 23 h 35 min 04 s |
| 2.º | Dylan Teuns        | Bahrain-Merida     | + 4 s            |
| 3.º | Tejay van Garderen | EF Education First | + 6 s            |
| 4.º | Jakob Fuglsang     | Astana             | + 7 s            |
| 5.º | Steven Kruijswijk  | Team Jumbo-Visma   | + 24 s           |
| 6.º | Thibaut Pinot      | Groupama-FDJ       | + 25 s           |
| 7.º | Emanuel Buchmann   | Bora-Hansgrohe     | + 26 s           |
| 8.º | Alexéi Lutsenko    | Astana             | + 30 s           |
| 9.º | Nairo Quintana     | Movistar Team      | + 40 s           |
| 10.º | Wout Poels         | Team Ineos         | + 40 s           |

### 7.ª etapa
| Saint-Genix-les-Villages - Les Sept Laux | etapa de montaña | (133,5 km) |

| \| Clasificación de la etapa \| Clasificación de la etapa \| Clasificación de la etapa \| Clasificación de la etapa \| Clasificación de la etapa \| \| Ciclista \| Ciclista \| Equipo \| Tiempo \| \| \| ------------------------- \| ------------------------- \| ------------------------- \| ------------------------- \| ------------------------- \| \| 1.º \| Wout Poels \| Team Ineos \| 4 h 01 min 34 s \| \| \| 2.º \| Jakob Fuglsang \| Astana \| + 1 s \| \| \| 3.º \| Emanuel Buchmann \| Bora-Hansgrohe \| + 1 s \| \| \| 4.º \| Thibaut Pinot \| Groupama-FDJ \| + 10 s \| \| \| 5.º \| Daniel Martin \| UAE Team Emirates \| + 10 s \| \| \| 6.º \| Adam Yates \| Mitchelton-Scott \| + 10 s \| \| \| 7.º \| Romain Bardet \| AG2R La Mondiale \| + 13 s \| \| \| 8.º \| Tejay van Garderen \| EF Education First \| + 16 s \| \| \| 9.º \| Dylan Teuns \| Bahrain-Merida \| + 30 s \| \| \| 10.º \| Bjorg Lambrecht \| Lotto-Soudal \| + 34 s \| \| |                    |                    |                 |
| |                    |                    |                 |
| Fuente: ProCyclingStats |                    |                    |                 |
| Clasificación de la etapa |                    |                    |                 |
| Ciclista | Ciclista           | Equipo             | Tiempo          |
| 1.º | Wout Poels         | Team Ineos         | 4 h 01 min 34 s |
| 2.º | Jakob Fuglsang     | Astana             | + 1 s           |
| 3.º | Emanuel Buchmann   | Bora-Hansgrohe     | + 1 s           |
| 4.º | Thibaut Pinot      | Groupama-FDJ       | + 10 s          |
| 5.º | Daniel Martin      | UAE Team Emirates  | + 10 s          |
| 6.º | Adam Yates         | Mitchelton-Scott   | + 10 s          |
| 7.º | Romain Bardet      | AG2R La Mondiale   | + 13 s          |
| 8.º | Tejay van Garderen | EF Education First | + 16 s          |
| 9.º | Dylan Teuns        | Bahrain-Merida     | + 30 s          |
| 10.º | Bjorg Lambrecht    | Lotto-Soudal       | + 34 s          |

| \| Clasificación general \| Clasificación general \| Clasificación general \| Clasificación general \| Clasificación general \| \| Ciclista \| Ciclista \| Equipo \| Tiempo \| \| \| --------------------- \| --------------------- \| --------------------- \| --------------------- \| --------------------- \| \| 1.º \| Jakob Fuglsang \| Astana \| 27 h 36 min 40 s \| \| \| 2.º \| Adam Yates \| Mitchelton-Scott \| + 8 s \| \| \| 3.º \| Tejay van Garderen \| EF Education First \| + 20 s \| \| \| 4.º \| Emanuel Buchmann \| Bora-Hansgrohe \| + 21 s \| \| \| 5.º \| Wout Poels \| Team Ineos \| + 28 s \| \| \| 6.º \| Dylan Teuns \| Bahrain-Merida \| + 32 s \| \| \| 7.º \| Thibaut Pinot \| Groupama-FDJ \| + 33 s \| \| \| 8.º \| Alexéi Lutsenko \| Astana \| + 1 min 12 s \| \| \| 9.º \| Steven Kruijswijk \| Team Jumbo-Visma \| + 1 min 20 s \| \| \| 10.º \| Daniel Martin \| UAE Team Emirates \| + 1 min 21 s \| \| |                    |                    |                  |
| |                    |                    |                  |
| Fuente: ProCyclingStats |                    |                    |                  |
| Clasificación general |                    |                    |                  |
| Ciclista | Ciclista           | Equipo             | Tiempo           |
| 1.º | Jakob Fuglsang     | Astana             | 27 h 36 min 40 s |
| 2.º | Adam Yates         | Mitchelton-Scott   | + 8 s            |
| 3.º | Tejay van Garderen | EF Education First | + 20 s           |
| 4.º | Emanuel Buchmann   | Bora-Hansgrohe     | + 21 s           |
| 5.º | Wout Poels         | Team Ineos         | + 28 s           |
| 6.º | Dylan Teuns        | Bahrain-Merida     | + 32 s           |
| 7.º | Thibaut Pinot      | Groupama-FDJ       | + 33 s           |
| 8.º | Alexéi Lutsenko    | Astana             | + 1 min 12 s     |
| 9.º | Steven Kruijswijk  | Team Jumbo-Visma   | + 1 min 20 s     |
| 10.º | Daniel Martin      | UAE Team Emirates  | + 1 min 21 s     |

### 8.ª etapa
| Cluses - Champéry | etapa de media montaña | (113,5 km) |

| \| Clasificación de la etapa \| Clasificación de la etapa \| Clasificación de la etapa \| Clasificación de la etapa \| Clasificación de la etapa \| \| Ciclista \| Ciclista \| Equipo \| Tiempo \| \| \| ------------------------- \| ------------------------- \| ------------------------- \| ------------------------- \| ------------------------- \| \| 1.º \| Dylan van Baarle \| Team Ineos \| 3 h 05 min 48 s \| \| \| 2.º \| Jack Haig \| Mitchelton-Scott \| + 0 s \| \| \| 3.º \| Carl Fredrik Hagen \| Lotto-Soudal \| + 50 s \| \| \| 4.º \| Warren Barguil \| Arkéa-Samsic \| + 1 min 12 s \| \| \| 5.º \| Sepp Kuss \| Team Jumbo-Visma \| + 1 min 12 s \| \| \| 6.º \| Sébastien Reichenbach \| Groupama-FDJ \| + 1 min 12 s \| \| \| 7.º \| Julian Alaphilippe \| Deceuninck-Quick Step \| + 1 min 16 s \| \| \| 8.º \| Alexéi Lutsenko \| Astana \| + 1 min 59 s \| \| \| 9.º \| Xandro Meurisse \| Wanty-Gobert \| + 1 min 59 s \| \| \| 10.º \| Emanuel Buchmann \| Bora-Hansgrohe \| + 1 min 59 s \| \| |                       |                       |                 |
| |                       |                       |                 |
| Fuente: ProCyclingStats |                       |                       |                 |
| Clasificación de la etapa |                       |                       |                 |
| Ciclista | Ciclista              | Equipo                | Tiempo          |
| 1.º | Dylan van Baarle      | Team Ineos            | 3 h 05 min 48 s |
| 2.º | Jack Haig             | Mitchelton-Scott      | + 0 s           |
| 3.º | Carl Fredrik Hagen    | Lotto-Soudal          | + 50 s          |
| 4.º | Warren Barguil        | Arkéa-Samsic          | + 1 min 12 s    |
| 5.º | Sepp Kuss             | Team Jumbo-Visma      | + 1 min 12 s    |
| 6.º | Sébastien Reichenbach | Groupama-FDJ          | + 1 min 12 s    |
| 7.º | Julian Alaphilippe    | Deceuninck-Quick Step | + 1 min 16 s    |
| 8.º | Alexéi Lutsenko       | Astana                | + 1 min 59 s    |
| 9.º | Xandro Meurisse       | Wanty-Gobert          | + 1 min 59 s    |
| 10.º | Emanuel Buchmann      | Bora-Hansgrohe        | + 1 min 59 s    |

## Clasificaciones finales
- Las clasificaciones finalizaron de la siguiente forma:[4]

### Clasificación general
| \| Clasificación general \| Clasificación general \| Clasificación general \| Clasificación general \| Clasificación general \| \| Ciclista \| Ciclista \| Equipo \| Tiempo \| \| \| --------------------- \| --------------------- \| --------------------- \| --------------------- \| --------------------- \| \| 1.º \| Jakob Fuglsang \| Astana \| 30 h 44 min 27 s \| \| \| 2.º \| Tejay van Garderen \| EF Education First \| + 20 s \| \| \| 3.º \| Emanuel Buchmann \| Bora-Hansgrohe \| + 21 s \| \| \| 4.º \| Wout Poels \| Team Ineos \| + 28 s \| \| \| 5.º \| Thibaut Pinot \| Groupama-FDJ \| + 33 s \| \| \| 6.º \| Dylan Teuns \| Bahrain-Merida \| + 1 min 11 s \| \| \| 7.º \| Alexéi Lutsenko \| Astana \| + 1 min 12 s \| \| \| 8.º \| Daniel Martin \| UAE Team Emirates \| + 1 min 21 s \| \| \| 9.º \| Nairo Quintana \| Movistar Team \| + 1 min 24 s \| \| \| 10.º \| Romain Bardet \| AG2R La Mondiale \| + 1 min 38 s \| \| |                    |                    |                  |
| |                    |                    |                  |
| Fuente: ProCyclingStats |                    |                    |                  |
| Clasificación general |                    |                    |                  |
| Ciclista | Ciclista           | Equipo             | Tiempo           |
| 1.º | Jakob Fuglsang     | Astana             | 30 h 44 min 27 s |
| 2.º | Tejay van Garderen | EF Education First | + 20 s           |
| 3.º | Emanuel Buchmann   | Bora-Hansgrohe     | + 21 s           |
| 4.º | Wout Poels         | Team Ineos         | + 28 s           |
| 5.º | Thibaut Pinot      | Groupama-FDJ       | + 33 s           |
| 6.º | Dylan Teuns        | Bahrain-Merida     | + 1 min 11 s     |
| 7.º | Alexéi Lutsenko    | Astana             | + 1 min 12 s     |
| 8.º | Daniel Martin      | UAE Team Emirates  | + 1 min 21 s     |
| 9.º | Nairo Quintana     | Movistar Team      | + 1 min 24 s     |
| 10.º | Romain Bardet      | AG2R La Mondiale   | + 1 min 38 s     |

### Clasificación por puntos
| Clasificación por puntos | Clasificación por puntos | Clasificación por puntos | Clasificación por puntos | Clasificación por puntos |
| Ciclista                 | Ciclista                 | Equipo                   | Puntos                   |                          |
| ------------------------ | ------------------------ | ------------------------ | ------------------------ | ------------------------ |
| 1.º                      | Wout van Aert            | Team Jumbo-Visma         | 82 pts                   |                          |
| 2.º                      | Edvald Boasson Hagen     | Dimension Data           | 53 pts                   |                          |
| 3.º                      | Julian Alaphilippe       | Deceuninck-Quick Step    | 49 pts                   |                          |
| 4.º                      | Alexéi Lutsenko          | Astana                   | 48 pts                   |                          |
| 5.º                      | Sam Bennett              | Bora-Hansgrohe           | 47 pts                   |                          |
| 6.º                      | Jakob Fuglsang           | Astana                   | 39 pts                   |                          |
| 7.º                      | Wout Poels               | Team Ineos               | 31 pts                   |                          |
| 8.º                      | Dylan Teuns              | Bahrain-Merida           | 31 pts                   |                          |
| 9.º                      | Nils Politt              | Katusha-Alpecin          | 31 pts                   |                          |
| 10.º                     | Philippe Gilbert         | Deceuninck-Quick Step    | 30 pts                   |                          |

### Clasificación de la montaña
| Clasificación de la montaña | Clasificación de la montaña | Clasificación de la montaña | Clasificación de la montaña | Clasificación de la montaña |
| Ciclista                    | Ciclista                    | Equipo                      | Puntos                      |                             |
| --------------------------- | --------------------------- | --------------------------- | --------------------------- | --------------------------- |
| 1.º                         | Julian Alaphilippe          | Deceuninck-Quick Step       | 75 pts                      |                             |
| 2.º                         | Magnus Cort                 | Astana                      | 25 pts                      |                             |
| 3.º                         | Wout Poels                  | Team Ineos                  | 15 pts                      |                             |
| 4.º                         | Jack Haig                   | Mitchelton-Scott            | 14 pts                      |                             |
| 5.º                         | Alessandro De Marchi        | CCC Team                    | 14 pts                      |                             |
| 6.º                         | Dylan van Baarle            | Team Ineos                  | 14 pts                      |                             |
| 7.º                         | Lennard Hofstede            | Team Jumbo-Visma            | 14 pts                      |                             |
| 8.º                         | Jakob Fuglsang              | Astana                      | 12 pts                      |                             |
| 9.º                         | Emanuel Buchmann            | Bora-Hansgrohe              | 12 pts                      |                             |
| 10.º                        | Alexéi Lutsenko             | Astana                      | 10 pts                      |                             |

### Clasificación de los jóvenes
| Clasificación del mejor joven | Clasificación del mejor joven | Clasificación del mejor joven | Clasificación del mejor joven | Clasificación del mejor joven |
| Ciclista                      | Ciclista                      | Equipo                        | Tiempo                        |                               |
| ----------------------------- | ----------------------------- | ----------------------------- | ----------------------------- | ----------------------------- |
| 1.º                           | Bjorg Lambrecht               | Lotto-Soudal                  | 30 h 47 min 44 s              |                               |
| 2.º                           | Neilson Powless               | Team Jumbo-Visma              | + 11 min 42 s                 |                               |
| 3.º                           | Sepp Kuss                     | Team Jumbo-Visma              | + 16 min 02 s                 |                               |
| 4.º                           | Nils Politt                   | Katusha-Alpecin               | + 24 min 31 s                 |                               |
| 5.º                           | Gianni Moscon                 | Team Ineos                    | + 24 min 42 s                 |                               |
| 6.º                           | David Gaudu                   | Groupama-FDJ                  | + 32 min 55 s                 |                               |
| 7.º                           | Robert Power                  | Team Sunweb                   | + 33 min 34 s                 |                               |
| 8.º                           | Wout van Aert                 | Team Jumbo-Visma              | + 41 min 52 s                 |                               |
| 9.º                           | Lennard Hofstede              | Team Jumbo-Visma              | + 47 min 17 s                 |                               |
| 10.º                          | Cristian Camilo Muñoz         | UAE Team Emirates             | + 49 min 38 s                 |                               |

### Clasificación por equipos
| Clasificación por equipos | Clasificación por equipos | Clasificación por equipos | Clasificación por equipos |
| Equipo                    | Equipo                    | Tiempo                    |                           |
| ------------------------- | ------------------------- | ------------------------- | ------------------------- |
| 1.º                       | Astana                    | 92 h 19 min 24 s          |                           |
| 2.º                       | Ineos                     | + 12 min 58 s             |                           |
| 3.º                       | Groupama-FDJ              | + 13 min 22 s             |                           |
| 4.º                       | Team Jumbo-Visma          | + 18 min 38 s             |                           |
| 5.º                       | Mitchelton-Scott          | + 27 min 21 s             |                           |
| 6.º                       | EF Education First        | + 34 min 30 s             |                           |
| 7.º                       | Movistar Team             | + 37 min 47 s             |                           |
| 8.º                       | Bahrain-Merida            | + 38 min 05 s             |                           |
| 9.º                       | Wanty-Groupe Gobert       | + 40 min 17 s             |                           |
| 10.º                      | UAE Team Emirates         | + 49 min 52 s             |                           |

## Evolución de las clasificaciones
| Etapa                   | Vencedor                | Clasificación general | Clasificación por puntos | Clasificación de la montaña | Clasificación de los jóvenes | Clasificación por equipos |
| ----------------------- | ----------------------- | --------------------- | ------------------------ | --------------------------- | ---------------------------- | ------------------------- |
| 1.ª                     | Edvald Boasson Hagen    | Edvald Boasson Hagen  | Edvald Boasson Hagen     | Casper Pedersen             | Wout van Aert                | Wanty-Gobert              |
| 2.ª                     | Dylan Teuns             | Dylan Teuns           | Alexey Lutsenko          | Casper Pedersen             | Wout van Aert                | Astana                    |
| 3.ª                     | Sam Bennett             | Dylan Teuns           | Wout van Aert            | Casper Pedersen             | Wout van Aert                | Astana                    |
| 4.ª                     | Wout van Aert           | Adam Yates            | Wout van Aert            | Casper Pedersen             | Wout van Aert                | EF Education First        |
| 5.ª                     | Wout van Aert           | Adam Yates            | Wout van Aert            | Casper Pedersen             | Wout van Aert                | EF Education First        |
| 6.ª                     | Julian Alaphilippe      | Adam Yates            | Wout van Aert            | Julian Alaphilippe          | Bjorg Lambrecht              | EF Education First        |
| 7.ª                     | Wout Poels              | Jakob Fuglsang        | Wout van Aert            | Julian Alaphilippe          | Bjorg Lambrecht              | Astana                    |
| 8.ª                     | Dylan van Baarle        | Jakob Fuglsang        | Wout van Aert            | Julian Alaphilippe          | Bjorg Lambrecht              | Astana                    |
| Clasificaciones finales | Clasificaciones finales | Jakob Fuglsang        | Wout van Aert            | Julian Alaphilippe          | Bjorg Lambrecht              | Astana                    |

## Ciclistas participantes y posiciones finales
Convenciones:
- AB-N: Abandono en la etapa N
- FLT-N: Retiro por llegada fuera del límite de tiempo en la etapa N
- NTS-N: No tomó la salida para la etapa N
- DES-N: Descalificado o expulsado en la etapa N

## UCI World Ranking
El Critérium del Dauphiné otorgó puntos para el UCI World Ranking para corredores de los equipos en las categorías UCI WorldTeam, Profesional Continental y Equipos Continentales. Las siguientes tablas muestran el baremo de puntuación y los 10 corredores que obtuvieron más puntos:
| Posición              | 1.º | 2.º | 3.º | 4.º | 5.º | 6.º | 7.º | 8.º | 9.º | 10.º | 11.º | 12.º | 13.º | 14.º | 15.º | 16.º-20.º | 21.º-30.º | 31.º-50.º | 51.º-55.º | 56.º-60.º |
| Clasificación general | 500 | 400 | 325 | 275 | 225 | 175 | 150 | 125 | 100 | 85   | 70   | 60   | 50   | 40   | 35   | 30        | 20        | 10        | 5         | 3         |
| Por etapa             | 60  | 25  | 10  |     |     |     |     |     |     |      |      |      |      |      |      |           |           |           |           |           |
| Líder                 | 10  |     |     |     |     |     |     |     |     |      |      |      |      |      |      |           |           |           |           |           |

| Clasificación |                    |                    |         |       |       |       |
| Ciclista      | Ciclista           | Equipo             | General | Etapa | Líder | Total |
| ------------- | ------------------ | ------------------ | ------- | ----- | ----- | ----- |
| 1.º           | Jakob Fuglsang     | Astana             | 500     | 35    | 10    | 545   |
| 2.º           | Tejay van Garderen | EF Education First | 400     | 25    | -     | 425   |
| 3.º           | Emanuel Buchmann   | Bora-Hansgrohe     | 325     | 10    | -     | 335   |
| 4.º           | Wout Poels         | INEOS              | 275     | 60    | -     | 335   |
| 5.º           | Dylan Teuns        | Bahrain Merida     | 175     | 60    | 20    | 255   |
| 6.º           | Thibaut Pinot      | Groupama-FDJ       | 225     | -     | -     | 225   |
| 7.º           | Wout van Aert      | Jumbo-Visma        | 10      | 155   | -     | 165   |
| 8.º           | Alexey Lutsenko    | Astana             | 150     | -     | -     | 150   |
| 9.º           | Daniel Martin      | UAE Emirates       | 125     | -     | -     | 125   |
| 10.º          | Nairo Quintana     | Movistar           | 100     | -     | -     | 100   |